# Montégut-Savès
Montégut-Savès är en kommun i departementet Gers i regionen Occitanien i sydvästra Frankrike. Kommunen ligger i kantonen Lombez som tillhör arrondissementet Auch. År 2022 hade Montégut-Savès 69 invånare.

## Befolkningsutveckling
Antalet invånare i kommunen Montégut-Savès
Referens:INSEE